# Hall, Russell & Company

Kontorflagge der Werft

Hall, Russell & Company, Limited war eine Werft in York Place, Aberdeen, Schottland, die insbesondere für die Fertigung von Fischereifahrzeugen bekannt war.

## Geschichte

### Anfangszeit
Das Unternehmen wurde 1864 von den Brüdern James und William Hall sowie dem Glasgower Ingenieur Thomas Russell gegründet, als diese die Gießerei Aberdeen Iron Works übernahmen, um dort Schiffsmaschinen herzustellen und Schiffe zu bauen. Einer der Brüder, William Hall, hatte zuvor schon mit seinem Vater, Alexander Hall, unter dem Namen Alexander Hall & Co. eine bekannte Segelschiffswerft gleich neben dem Gelände der neuen Werft betrieben.
Das erste Schiff war der 1868 aus Eisen entstandene Dampfer Kwang Tung.
Mitte der 1880er Jahre wurde die Schiffsherstellung von Eisen auf Stahl umgestellt. Das Unternehmen wurde 1897 (Andere Quelle 1904) zur Limited Gesellschaftsform umgestellt. Im selben Jahr wurde eine Serie von 14 großen Dampfschiffen für die Reederei John T. Rennie and Co. begonnen. 1880 baute man die Maschine des ersten in Aberdeen entstandenen Dampfschleppers, der North Star und begründete damit eine bis 1974 fortgeführte Tradition im Bau von Fischereifahrzeugen. Das Werftprogramm wurde stückweise erweitert und umfasste zur Jahrhundertwende den Bau von Trawlern, Kreuzern, Küstenschiffen und Colliers. 1907 beschäftigte Hall Russell etwa 1200 Mitarbeiter.

### Erster und Zweiter Weltkrieg
Zu Beginn des Ersten Weltkriegs konnten außer dampfgetriebenen Heckfängern, der Spezialität der Werft, auch alle Arten von Fracht- und Passagierdampfern bis zu einer Länge von etwa 150 Metern, Schiffsdampfmaschinen und Kessel sowie die Reparatur von Schiffen und Maschinen angeboten werden. Gebaut wurden während des Krieges überwiegend Schlepp- und Treibnetzfischer im Auftrag der Admiralität und für lokale Auftraggeber, wie die Aberdeen Steam Trawling and Fishing Co.
In der Zwischenkriegszeit wurden Küstenschiffe, Trawler und Fähren erstellt.
In den 1920er Jahren konnten außerdem erste Aufträge für den Bau großer Linienfrachter für den Transatlantikdienst gewonnen werden. Auch der Bau des weltweit ersten dieselelektrisch angetriebenen Schleppers fiel in diese Jahre.
Während des Zweiten Weltkriegs fertigte Hall Russell Fregatten, sechs Korvetten der Flower-Klasse, Minensucher, Landungsboote, Rettungsschiffe, und andere kleine Marineeinheiten. Für zivile Zwecke fertigte man weiterhin Fischereifahrzeuge und Schlepper.  1942 übernahm die Burntisland Shipbuilding Company die Werft.

### Nachkriegszeit

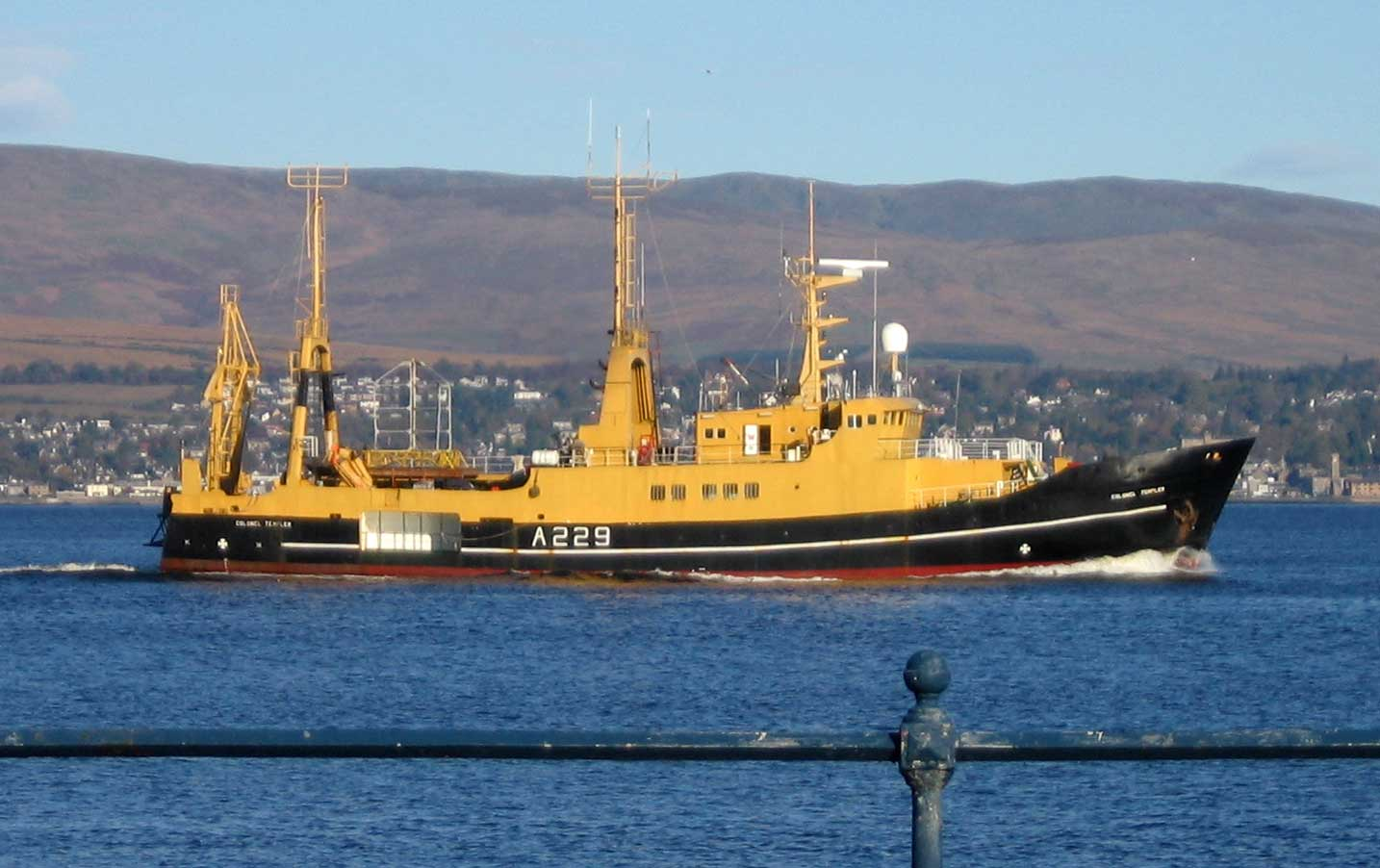
RMAS Colonel Templer, 1966 von Hall Russell als Trawler gebaut

Von 1949 bis 1969 baute die Werft 32 große Colliers und Stückgutschiffe. Unter der  Burntisland-Shipbuilding-Ägide wurde 1953 auch die Alexander Hall & Company der Werft hinzugefügt. Ab 1955 konnte die Werft ein mit mittelgroßen Zuckerfrachtern, Minibulkern und kleineren Kombischiffen gefülltes Orderbuch vorweisen.
Die 1960er Jahre brachten neben einer Vielzahl von Trawlern auch einen Bauauftrag für die Discovery, einem Meeresforschungsschiff für das  National Environment Research Council und einem Fährentrio für die Schifffahrtsabteilung des Department of Agriculture and Fisheries for Scotland, der Hebrides-Klasse.
1968 wurde die Burntisland Shipbuilding Group liquidiert. Hall Russell fuhr aber fort, Fähren und RoRo-Frachter zu bauen. Eine Serie von Küstentankern, aber auch größeren Tankschiffen, Küstenmotorschiffen und Schiffen für den Mittelmeerdienst schloss sich an. Im Jahr 1971 erstellte Hall Russell für eine Rotterdamer Reederei, das größte je in Aberdeen gebaute Schiff, den 10.500-Tonnen-Frachter Thameshaven.
In den 1970er Jahren entstanden auch eine Reihe von Seewachschiffen und Torpedobergungsboote für die Royal Navy.

### Verstaatlichung und Reprivatisierung

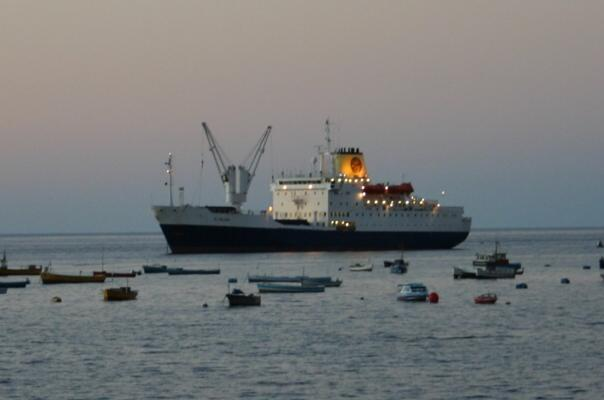
Das letzte Schiff der Werft, die St. Helena

Am 1. Juli 1977 wurde die Werft in die staatliche British Shipbuilders Corporation eingegliedert und von der Regierung als Marinewerft eingestuft, obwohl sie traditionell für den Bau kleinerer Frachter und Fischereifahrzeuge bekannt war. Es entstanden Marineschiffe für Royal Navy und für Hongkong. Zwar  konnte Hall Russell nach der 1986 erfolgten Reprivatisierung einen £ 19 Millionen Pfund Sterling Auftrag über den Bau eines Kombischiffs für die Regierung des Inselstaates St. Helena gewinnen, hatte  durch die 1977 getätigte Einstufung als Marineschiffswerft aber grundsätzliche Schwierigkeiten, Zivilaufträge zu erhalten. 1988 wurde Hall Russell daher zahlungsunfähig und 1989 kaufte die A & P Appledore International die Werft und führte sie als A & P Appledore International (Aberdeen) weiter. Im selben Jahr ließ Hall Russell jedoch das letzte Schiff vom Stapel, die St. Helena, nach deren Ablieferung 1990 die Werft noch knapp zwei Jahre mit Reparaturaufträgen weiterbestand und dann geschlossen wurde.

### Heute
Nach der Schließung wurde das ehemalige Werftgelände zum Telford Dock einer Tiefwasserpier, welche überwiegend von der Nordsee-Ölindustrie genutzt wird. Das Trockendock Hall Russell’s wird unter dem Namen River Dee Ship Repairers weiterhin von der  A & P Group genutzt. Der  Social Club der Werft wurde 1992 ebenfalls geschlossen, einzig eine Jugendfußballmannschaft trägt weiterhin den Namen  Hall Russell.